# Le Sang à la tête (roman)
Pour les articles homonymes, voir Le Sang à la tête.
Le Sang à la tête, sous-titré Le Droit d’écrire, est un roman écrit par Serge Livrozet paru en 1978, édité à compte d'auteur puis réédité par les éditions Rombaldi en 1981.

## Résumé
Ce roman est avant tout un réquisitoire contre la peine de mort. Il nous raconte les réflexions d'un condamné à mort après son exécution : bien que sa tête ait été tranchée, il s'aperçoit que son esprit est toujours présent et qu'il ressent et voit ce qui se passe autour de lui.